# Callaway (Florida)
Callaway ist eine Stadt im Bay County im US-Bundesstaat Florida. Das U.S. Census Bureau hat bei der Volkszählung 2020 eine Einwohnerzahl von 13.045 ermittelt.

## Geographie
Callaway grenzt an die Städte Parker und Springfield. Die Stadt liegt rund 5 km östlich von Panama City sowie etwa 140 km westlich von Tallahassee an der East Bay, einer Lagune am Golf von Mexiko.

## Demographische Daten
Laut der Volkszählung 2010 verteilten sich die damaligen 14.405 Einwohner auf 6.590 Haushalte. Die Bevölkerungsdichte lag bei 979,9 Einw./km². 71,7 % der Bevölkerung bezeichneten sich als Weiße, 18,2 % als Afroamerikaner, 0,7 % als Indianer und 4,1 % als Asian Americans. 1,5 % gaben die Angehörigkeit zu einer anderen Ethnie und 4,5 % zu mehreren Ethnien an. 5,9 % der Bevölkerung bestand aus Hispanics oder Latinos.
Im Jahr 2010 lebten in 34,4 % aller Haushalte Kinder unter 18 Jahren sowie 23,2 % aller Haushalte Personen mit mindestens 65 Jahren. 68,7 % der Haushalte waren Familienhaushalte (bestehend aus verheirateten Paaren mit oder ohne Nachkommen bzw. einem Elternteil mit Nachkomme). Die durchschnittliche Größe eines Haushalts lag bei 2,52 Personen und die durchschnittliche Familiengröße bei 2,96 Personen.
25,6 % der Bevölkerung waren jünger als 20 Jahre, 27,3 % waren 20 bis 39 Jahre alt, 28,0 % waren 40 bis 59 Jahre alt und 18,2 % waren mindestens 60 Jahre alt. Das mittlere Alter betrug 37 Jahre. 49,7 % der Bevölkerung waren männlich und 50,3 % weiblich.
Das durchschnittliche Jahreseinkommen lag bei 50.598 $, dabei lebten 10,0 % der Bevölkerung unter der Armutsgrenze.
Im Jahr 2000 war Englisch die Muttersprache von 93,97 % der Bevölkerung, spanisch sprachen 2,09 % und 3,94 % hatten eine andere Muttersprache.

## Verkehr
Callaway wird vom U.S. Highway 98 (SR 30A) sowie der Florida State Road 22 durchquert. Der Northwest Florida Beaches International Airport liegt rund 40 km nordwestlich der Stadt.